# Епархия Копера
Епархия Копера (словен. Škofija Koper, лат. Dioecesis Iustinopolitana) — католическая епархия латинского обряда в Словении. Центр в городе Копер. Подчинена Люблянской архиепархии.

## История
Епархия Копера — одна из древнейших в Словении, основана около 500 года. В VIII веке город носил имя Юстинополь в честь византийского императора Юстиниана II. Современное латинское название епархии «Dioecesis Iustinopolitana» отражает именно это имя города.
В Средние века Копер (носивший тогда имя Каподистрия) был главным городом венецианской Истрии. После падения Венецианской республики и перехода Копера в состав Австрийской империи его значение резко упало. 1 мая 1818 года епархия Копера была ликвидирована, а её территория присоединена к епархии Триеста.

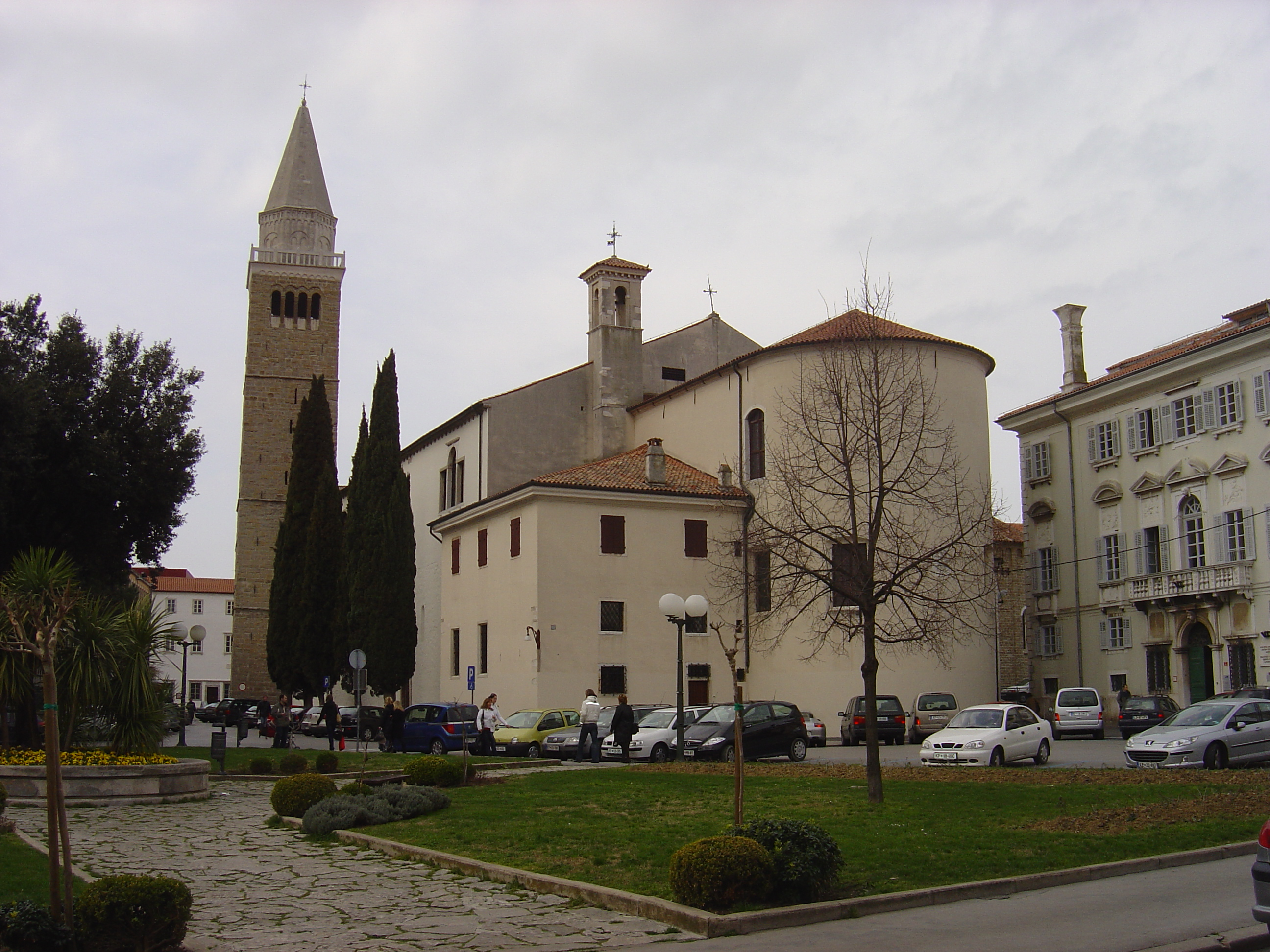
Собор Вознесения Девы Марии

Восстановление епархии произошло уже в XX веке. 17 октября 1977 года было объявлено о создании епархии Копера, первым епископом после восстановления стал Янеш Енко (Janez Jenko), которого в 1987 году сменил Метод Пирих, занимавший этот пост до 2012 года, когда его сменил Юрий Бизьяк, которого в 2024 году сменил Петер Штумпф.

## Современное состояние
По данным на 2006 год в епархии насчитывалось 204,5 тысячи католиков (79,5 % населения), 195 приходов, 153 священника (из них 26 иеромонахов), 62 монаха, 72 монахини.. Кафедральным собором епархии является Собор Вознесения Девы Марии в Копере. Сокафедральный собор — Собо Христа Спасителя в Нова-Горице. Почётный статус «малой базилики» имеет Базилика Вознесения Девы Марии в Солкане (пригороде Нова-Горицы). Покровитель епархии — Святой Иосиф.
С 29 ноября 2024 года епархию возглавляет епископ Петер Штумпф.